# James Warren (éditeur)
James Warren, né le 29 juillet 1930 à Philadelphie, est un éditeur de magazines américain.

## Biographie
James Warren naît le 29 juillet 1930 à Philadelphie. Dans sa jeunesse, il lit énormément et collectionne les comics. En 1954, il lance un magazine pour adultes inspiré par Playboy de Hugh Hefner et intitulé After Hours. Le quatrième numéro lui vaut des ennuis avec la justice et il est poursuivi pour pornographie par le District Attorney de Philadelphie. Il lui était incriminé de présenter une photographie de Betty Page, seins nus, en page centrale. Le jugement rendu quelques mois après son interpellation (et l'arrêt de la revue) est un non-lieu décidé très rapidement. Après cet épisode Warren rencontre Forrest J. Ackerman, avec qui il avait déjà été en contact épistolaire, et celui-ci lui présente une revue française consacrée au cinéma fantastique Cinéma 57. Warren et Ackerman décident de lancer une revue spécialisée dans le cinéma d'horreur qu'ils appellent Famous Monsters of Filmland et qui sort en janvier 1958. Prévu pour être un numéro unique, il faut attendre octobre 1958 et l'évidence du succès du premier numéro pour voir le deuxième paraître. La revue devient alors un trimestriel publié par la maison d'édition nouvellement fondée Warren Publishing. En 1960, la société déménage à New York. Elle publie alors en plus de Famous Monster les revues Wildest Westerns, Spacemen et Help!. Help! a pour rédacteur en chef Harvey Kurtzman qui reste à ce poste pendant cinq ans avant que des dissensions éditoriales avec Warren le fasse partir.
D'autres revues vont s'ajouter au catalogue de Warren Publishing. Inspirées par les comics publiés par la défunte maison d'édition EC Comics, ces revues Eerie, Creepy, Vampirella et Blazing Combat présentent des bandes dessinées d'horreur, fantastiques ou de guerre. Les artistes recrutés sont d'anciens dessinateurs d'EC Comics (Wally Wood, Al Williamson, Frank Frazetta, etc.), des artistes déjà reconnus, comme Steve Ditko, et de nouveaux talents tels que Neal Adams, Vaughn Bodé, Jim Steranko, etc. L'un des premiers  rédacteurs en chef de ces magazines est Archie Goodwin. Dans les années 1960, la société de James Warren connaît des difficultés financières. Du personnel est limogé et James Warren assume le rôle d'éditeur et de rédacteur en chef. Le salut viendra de la création d'un nouveau magazine, Vampirella, qui permet à l'entreprise de consolider son assise financière. La société connaît ensuite des hauts et des bas surtout lorsque Warren tombe malade et sombre dans la dépression.